# Brottmål
Med brottmål avses samtliga mål i vilka talan förs om ansvar för brott. I de flesta länder förs brottmål å det allmännas vägnar av en åklagare. Regler för rättegången finns främst i rättegångsbalken. Brottmål handläggs vid allmän domstol, som exempelvis tingsrätten. Förfarandet kan hänföra sig till brott såväl enligt brottsbalken som till annan strafflagstiftning.
Brottmål är en rättegång där åklagaren anser att ett brott har begåtts och att de åtalade ska straffas. En annan typ av rättegång är tvistemål där två personer som inte kommer överens låter en domstol avgöra frågan.
Inom ett brottmål finns det vissa sektioner som åklagare brukar följa:
1. Den tilltalades namn, personnummer, hens företrädande advokat, under vilka tider den tilltalade blev gripen, anhållen, och häktad.
2. Därefter kommer ansvarsyrkanden m.m , som ska förklara historiken till vilket brottet som har begåtts och anledningen till dess grovhetsgrad plus brottets benämning som mord, dråp osv.
3. Under ansvarsyrkandet kommer det att anges vem målsägande är och vem hen företräds av. Om någon har dött under brottets gång ska det finnas ett dödsbo och det anges om det finns ett anspråk.
4. Särskilda yrkanden kommer därefter och kan vara en blandning av flera olika saker som till exempel, beslag osv. Om det ska skrivas om ett beslag finns det särskilda nummer som ska ange artikeln som togs i beslag t.ex. 2019-5000-BG132431, som betecknar ett klädesplagg. Dessa nummer anges tillfälligt inte på polisens webbplats.
5. Efter detta ska man redovisa under "muntlig bevisning" vilka vittnen som ska höras i rätten.
6. Därefter ska man redovisa under "övrig bevisning" promemoria, tidstabeller, händelseförlopp, fordonslogg, positioner från apptjänster liksom google maps, foton, dokument om undersökning av olika beslagtagna artiklar, vårdjournaler osv.
7. Sist kommer "handläggning" och denna sektion används för ett förslag till huvudförhandlingsplan, eller för att berätta om en önskan att redovisa övriga bevis.